# Johan Christen Løken
Johan Christen Løken (* 27. Juli 1944 in Elverum, Fylke Hedmark; † 18. Dezember 2017) war ein norwegischer Politiker der konservativen Høyre, der zwölf Jahre Mitglied des Storting sowie zwischen 1981 und 1983 Landwirtschaftsminister in der Regierung Willoch war.

## Leben

### Landwirt, Jugend- und Kommunalpolitiker
Løken, Sohn des Landwirts Asbjørn Løken und der Hausfrau Tora Eig, begann nach dem Schulbesuch 1964 eine Tätigkeit als Landwirt auf dem Hvarstad-Hof in Heradsbygd bei Elverum und bewirtschaftete diesen Betrieb über vierzig Jahre lang bis 2005. Daneben begann er zunächst ein einjähriges Studium der Agrarwissenschaften und dann im Anschluss 1965 ein einjähriges Studium der Forstwissenschaft an der Landwirtschaftsschule Jønsberg. Im Anschluss begann er 1966 ein Studium der Forstwissenschaft an der Agrarwirtschaftshochschule in Ås, das er 1969 als Forstkandidat abschloss. Als Vorsitzender des Konservativen Studentenforums an der Agrarwirtschaftshochschule Ås war er von 1967 bis 1968 gleichzeitig auch Mitglied des Landesvorstandes des Norwegischen Konservativen Studentenverbandes. Anschließend nahm er nach Ableistung des Militärdienstes in einer Systemgruppe des Instituts für Verteidigungsforschung 1970 neben seiner landwirtschaftlichen Tätigkeit zwischen 1970 und 1981 auch Berateraufträge des Industrieverbandes, der Agrarwirtschaftshochschule, den Agrarwissenschaftlichen Forschungsrat sowie den Norwegischen Rentierverband an.
Seine politische Laufbahn begann Løken im Unge Høyre, dem Jugendverband seiner Partei, in dem er 1963 bis 1964 Vorsitzender in Elverum und anschließend bis 1965 Vorsitzender im Fylke Hedmark war. Später war er von 1967 bis 1971 Mitglied des Zentralvorstandes der Unge Høyre Norwegens. Daraufhin engagierte er sich in der Kommunalpolitik und war zwischen 1971 und 1979 Mitglied des Stadtrates von Elverum. Daneben war er von 1972 bis 1974 Sekretär des Landwirtschaftspolitischen Ausschusses seiner Partei sowie von 1974 bis 1974 Vorsitzender des Høyre-Stadtverbandes Elverum. Neben seiner Funktion als Vorsitzender der Høyre im Fylke Hedmark war er zeitgleich von 1976 bis 1982 auch Mitglied des Zentralvorstandes der Høyre.
Im Anschluss war er zwischen 1979 und 1981 Mitglied des Ausschusses des Fylke Hedmark. Während dieser Zeit war er von 1978 bis 1981 zugleich Vize-Vorsitzender des Beirates der Handelskammer Elverum, Vorsitzender des Beirates für den Bezirksentwicklungsfonds sowie von 1979 bis 1981 auch Vorsitzender des Aufsichtsrates des Elektrizitätswerkes Elverum.

### Mitglied des Storting und Landwirtschaftsminister
Nachdem er zwischen 1977 und 1981 stellvertretendes Mitglied des Storting war, wurde Løken bei der Parlamentswahl 1981 als Kandidat der Høyre erstmals zum Mitglied des Storting gewählt und vertrat dort zwölf Jahre lang bis zur Parlamentswahl am 13. September 1993 die Interessen des Fylke Hedmark.
Am 14. Oktober 1981 wurde Løken von Statsminister (Ministerpräsident) Kåre Willoch zum Landwirtschaftsminister (Statsråd, Landbruksdepartementet) in dessen Regierung berufen und bekleidete dieses Ministeramt bis zu seiner Ablösung am 8. Juni 1983 durch Finn T. Isaksen von der Senterpartiet (Sp). Während dieser Zeit wirkte Åse-Marit Dobloug als sein Vertreter im Storting.
Nach seinem Ausscheiden aus der Regierung war er von Juni bis Oktober 1983 zunächst Mitglied des Justizausschusses sowie anschließend von Oktober 1983 bis September 1993 Mitglied des Finanzausschusses des Storting. Daneben wirkte er von Dezember 1985 bis September 1993 als Mitglied der Parlamentarischen Delegation bei der Europäischen Freihandelsassoziation (EFTA) sowie von November 1989 bis November 1990 als Mitglied der Delegation des Storting beim Nordischen Rat.
Seit 1994 betrieb Løken sein eigenes Beratungsbüro (Johan C. A/S). Gleichzeitig engagierte er sich von 1994 bis 2010 als Vorsitzender des Beirates des Norwegischen Pferdezentrums (Norsk Hestesenter), zwischen 1994 und 1996 als Vorsitzender des Beirates der Festspiele von Elverum, seit 2001 als Vorsitzender der Stiftung für die Kirche von Heradsbygd sowie zwischen 2004 und 2012 als Vorsitzender des Beirates des Verteidigungspolitischen Forschungsinstituts (Forsvarets forskningsinstitutt). Zwischen 2007 und 2011 war er wiederum Mitglied des Gemeinderates von Elverum und ist ferner seit 2008 Vorsitzender der Norwegischen Forstgesellschaft (Det Norske Skogselskap). Seit 2010 ist er Vorsitzender des Beirates der Stiftung des Norwegischen Waldmuseums (Norsk Skogmuseum). Løken übernahm ferner zahlreiche Funktionen in der Wirtschaft ein und war unter anderem Vorsitzender zahlreicher Aufsichtsräte.

## Veröffentlichungen
- Koordineringsproblemer mellom jord- og skogbrukspolitikk 1969
- Norsk landbruk og EF, 1993
- Symbolpolitikk og parlamentarisk styring, Oslo 1993
- Maktpolitikken i landbrukspolitikken: I Grues tid: festskrift til Per Harald Grue, 2009